# ریکاردو اسبرتولی
ریکاردو اسبرتولی (ایتالیایی: Riccardo Sbertoli؛ زادهٔ ۲۳ مهٔ ۱۹۹۸) بازیکن والیبال اهل ایتالیا است.
وی در مسابقات کشوری و بین‌المللی در مجموع برندهٔ ۲ مدال طلا شده‌است.